# Fritteuse
Eine Fritteuse (früher Friteuse) ist ein Gerät zum Ausbacken (Frittieren) von Lebensmitteln in heißem Öl oder Fett. Fritteusen kommen in Privathaushalten, der Gastronomie und der Industrie zum Einsatz. Während Fritteusen im Haushalt und in Gaststätten im Batchbetrieb arbeiten (Befüllen, Backen, Entleeren), arbeiten industrielle Fritteusen häufig kontinuierlich, d. h., das Rohprodukt wird ständig zu- und das Endprodukt wird ständig ausgeführt.
Seit den 2010er Jahren gibt es die Heißluftfritteuse als Alternative mit weniger Fett. In Österreich wird die Fritteuse umgangssprachlich auch als Fritter bezeichnet.
Als Frittüre (früher Fritüre) wird das heiße Öl oder Fett in einer Fritteuse bezeichnet, das dem Ausbacken von Speisen dient. Als Zweitbedeutung steht dieser Begriff auch für die zubereitete Speise, die in diesem heißen Öl- oder Fettbad zubereitet wurde. Im deutschsprachigen Ostbelgien ist eine Fritüre der Schnellimbiss selbst, unabhängig davon, ob es sich um ein Geschäft in einem Gebäude oder um einen fahrbaren Verkaufsstand handelt.

## Aufbau
Allen Fritteusen ist gemeinsam, dass sie ein Wärmeüberträgermedium (Öl oder Heißluft) benutzen, um das Frittiergut möglichst schnell zu erhitzen. Die Temperatur wird geregelt, was einen Mehrwert gegenüber dem klassischen Verfahren mit einem ölgefüllten Topf auf der Kochplatte darstellt. Bei modernen Geräten unterscheidet man zwischen Kaltzonen- bzw. Heißluftfritteusen. Die gängigsten Fritteusen arbeiten elektrisch oder mit Gasbrennern.
Elektrische Fritteusen für Restaurants sind wie auch die privaten Geräte meist bewegliche Tischmodelle. Der Ölbehälter besteht entweder aus Edelstahl oder aus ggf. antihaftbeschichtetem Stahl- oder Aluminiumblech. Die meisten Fritteusen haben eine Kaltzone, in der das Fett am Boden kühler bleibt, sodass absinkende Partikel nicht verkohlen und die Bildung von Acrylamid vermindert wird.
In der Gastronomie sind programmierbare Hebesystem-Fritteusen bekannt, deren Korb sich mit dem Frittiergut nach Fertigstellung automatisch anhebt. Auch finden Hochdruckfritteusen (sowohl elektrisch als auch gasbetrieben) Anwendung, jedoch unterscheidet sich hier das Prinzip vom Schnellkochtopf. Da der Überdruck nicht dafür genutzt wird, um die Temperatur zu steigern, wird sogar bei geringeren Temperaturen gegart.
Industrielle Fritteusen kommen z. B. beim Vorfrittieren von Pommes frites zum Einsatz. Auch Snacks wie beispielsweise Kartoffelchips sowie Trockenfutter für Hunde und Katzen werden frittiert. Diese Geräte bestehen im Wesentlichen aus der eigentlichen Fritteuse, einem Wärmeübertrager zum Anwärmen des Frittieröls, einem Filter, einer Zirkulationspumpe und einem Tank zum Auffüllen des Ölkreislaufs. Mit dem Produkt verlässt ständig Öl den Ölkreislauf (bei Kartoffelchips ca. 35 % des Gewichts der Chips), sodass ständig Öl nachgefüllt werden muss.

### Elektrische Fritteusen

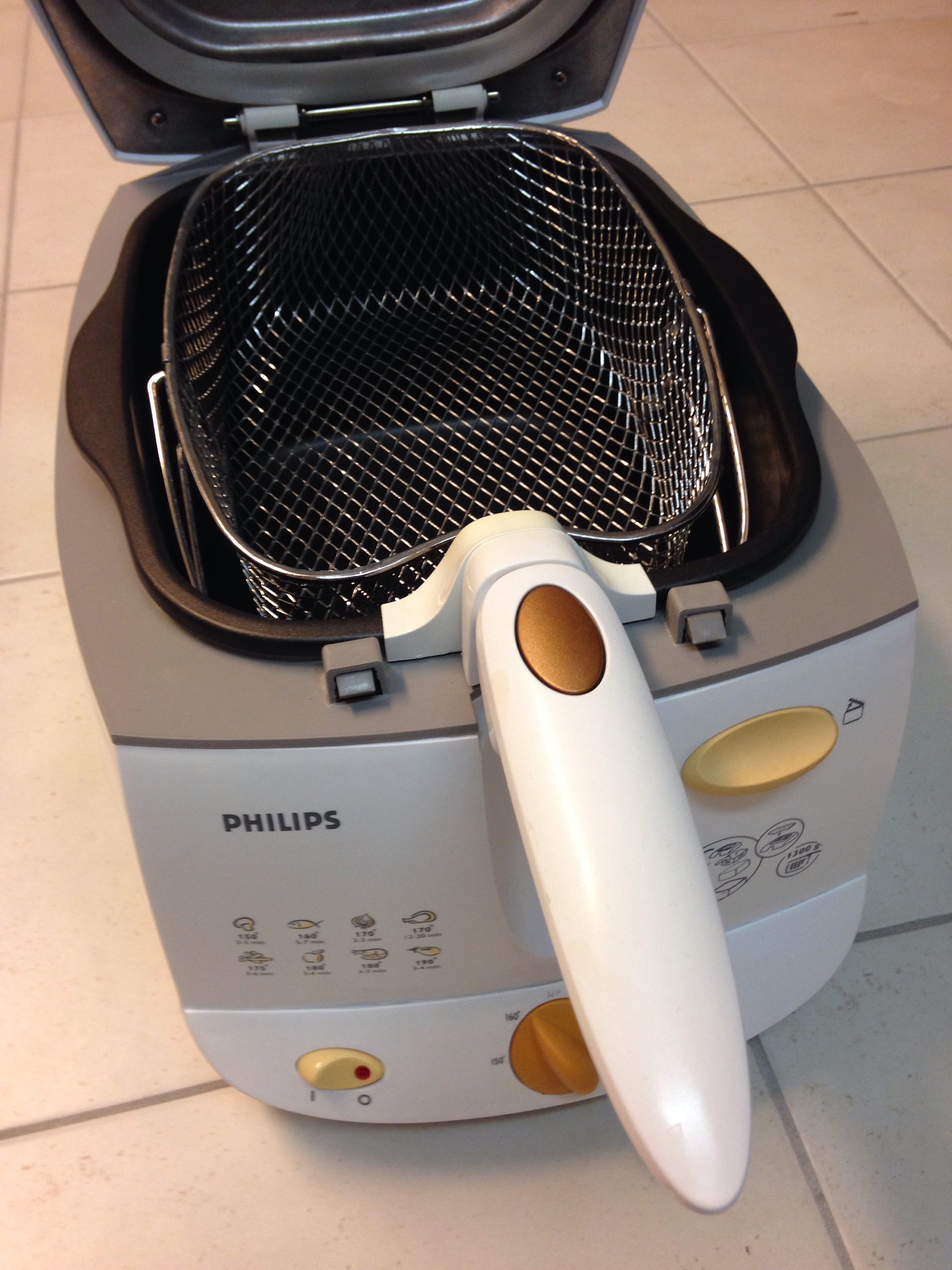
Fritteuse für den Privatgebrauch

Elektrische Fritteusen enthalten eine elektrische Heizung, die sich in der Bodenplatte befindet oder ähnlich einem Tauchsieder als Heizstab ausgeführt ist, sowie einen Temperaturregler mit einstellbarem Sollwert und einen Sicherheitstemperaturbegrenzer, der im Fehlerfall eine Überhitzung vermeiden soll. Geräte zum Einhängen besitzen manchmal einen Tastschalter, sodass die Heizung nur im Topf arbeitet.

### Heißluftfritteusen

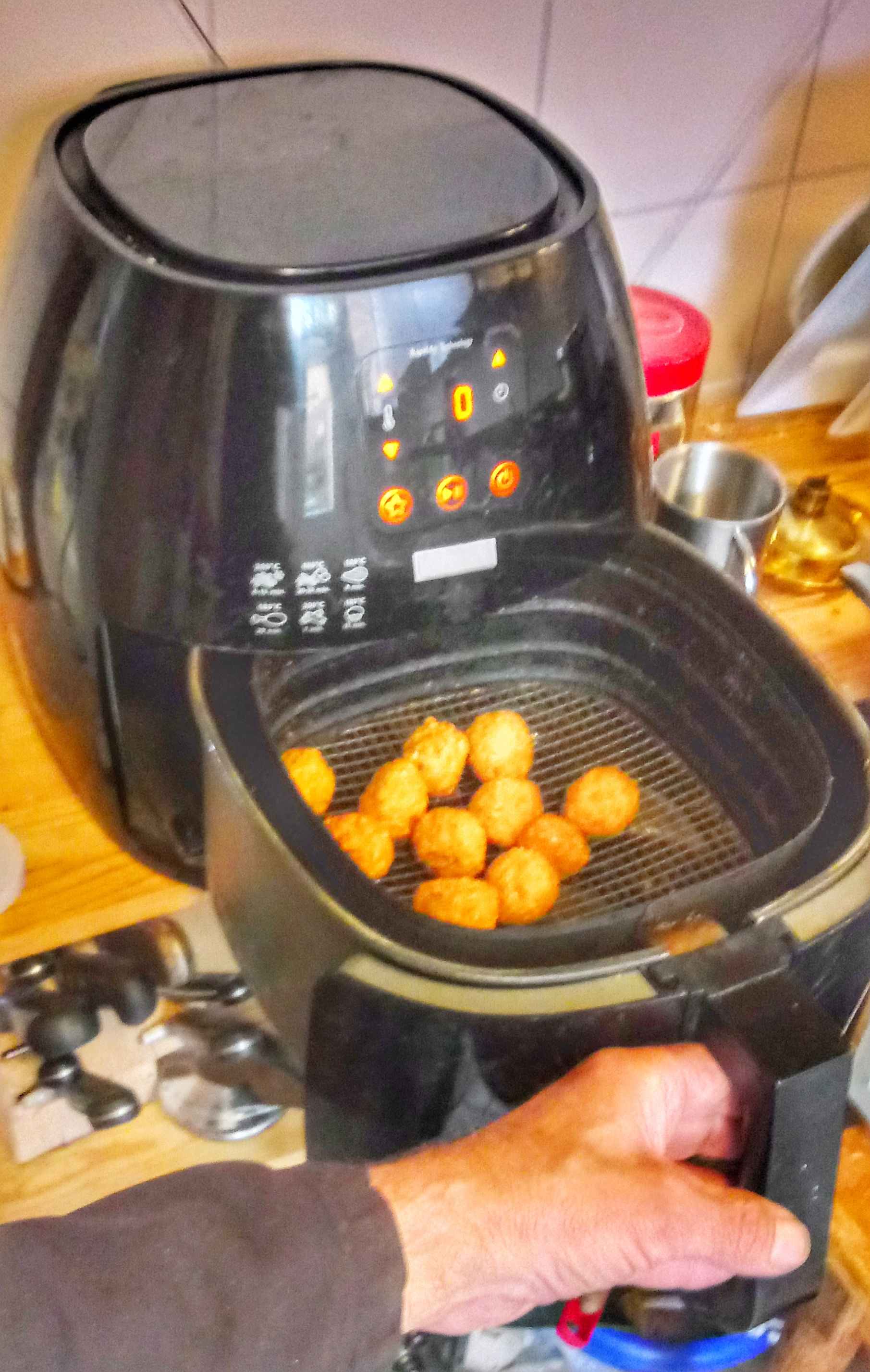
Heißluftfritteuse

Als Alternative mit weniger Fett wurde 2006 von einem Niederländer die Heißluftfritteuse erfunden und 2010 von Philips auf den Markt gebracht. Das Ausbacken erfolgt mit Heißluft und funktioniert ohne Öl. Der umlaufende Heißluftstrom wird elektrisch beheizt und temperaturgeregelt. Die übertragbare Wärmeleistung ist höher als in einem Heißluftbackofen, was überhaupt erst frittierähnliche Bedingungen schafft. Dies wird mit einer hohen Strömungsgeschwindigkeit erreicht. Gemäß Tests sind die Geräte dazu in der Lage, ohne Öl ein besseres Backergebnis zu erzielen, als es im Backofen möglich ist. Das Ergebnis einer ölgefüllten Fritteuse wird allerdings nicht erreicht.
Dadurch, dass kein Öl erhitzt werden muss, ist der Einsatz sicherer, die Reinigung leichter und die Entsorgung oder Aufbewahrung gebrauchten Öles entfällt. Durch den Verzicht auf Öl enthält das Frittiergut weniger Fett und daher weniger Nahrungsenergie. Jedoch sind die Heißluftfritteusen in der Anschaffung etwas teurer als die klassische Variante. Da mit einer Heißluftfritteuse gebacken wird, ist der Begriff Heißluftfritteuse bezogen auf den zweiten Bestandteil des Wortes nicht ganz zutreffend.

### Gasbeheizte Fritteusen

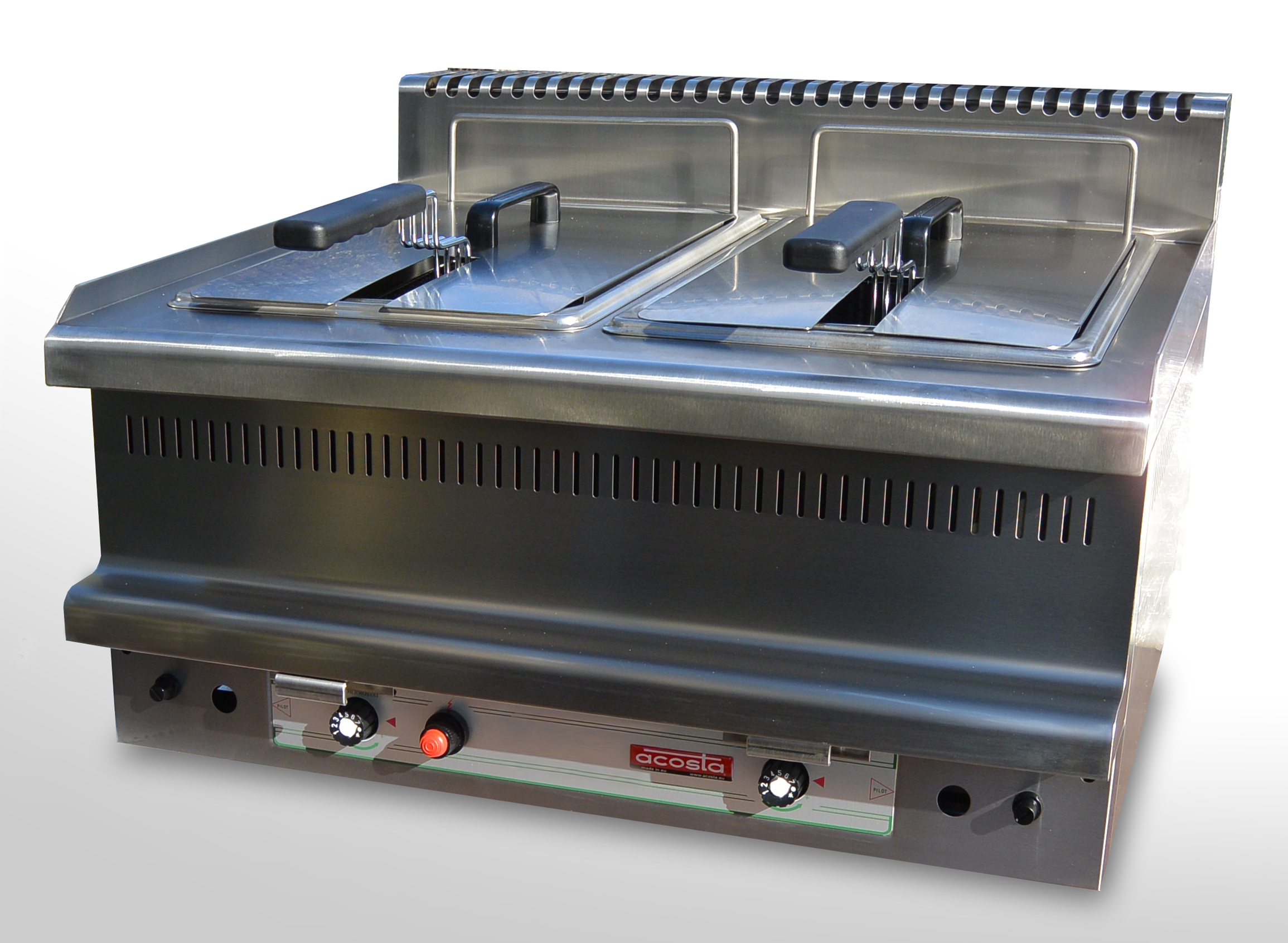
Gewerbliche gasbeheizte Fritteuse, mit zwei Becken

Während im privaten und semiprofessionellen Bereich elektrische Fritteusen überwiegen, sind viele gewerblich genutzte Fritteusen mit einer Befeuerung durch Gas ausgerüstet. Grund dafür sind die geringeren Betriebskosten, welche den höheren Anschaffungspreis bei ausreichender Nutzung kompensieren. Zum Einsatz kommen Röhren- und Stabbrenner. Die Temperaturregulierung findet über eine Gasregeleinheit statt, die mit einem Thermostat und einem Sicherheitsthermostat verbunden ist.

## Verringerung von Acrylamid
Fritteusen stehen in der Kritik, da bei Temperaturen über 170 °C erhöhte Mengen Acrylamid entstehen können, die möglicherweise gesundheitsschädlich sind. Der Zusammenhang zwischen der Ernährungsweise und dem tatsächlichen Acrylamidgehalt im Körper ist jedoch fraglich. Um den Acrylamidgehalt zu verringern, gibt es spezielle Bauformen von Fritteusen. Industrielle Vakuumfritteusen, mit denen beispielsweise Kartoffelchips produziert werden, arbeiten mit Unterdruck und dadurch niedrigerer Frittiertemperatur.

## Schreibweise
Die frühere (und z. T. noch heute verwendete) Schreibweise war „Friteuse“. Mit der Rechtschreibreform 1996 wurde die neue Schreibweise mit „tt“ eingeführt.